# 基基奧
26°14′S 56°59′W / 26.233°S 56.983°W

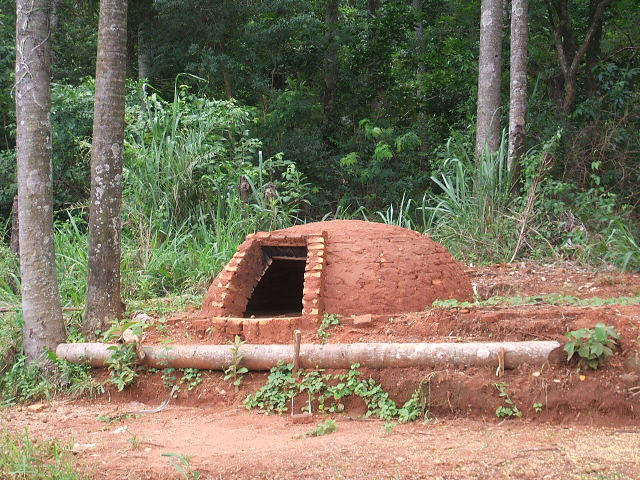

基基奧（西班牙語：Quyquyhó）是巴拉圭的一個城鎮，位於該國西南部，由巴拉瓜里省負責管轄，距離亞松森169公里，始建於1776年，面積624平方公里，海拔高度87米，2008年人口7,514，人口密度每平方公里12人。